# Buntești, Bihor
Buntești (maghiară Bontesd) este satul de reședință al comunei cu același nume din județul Bihor, Crișana, România.

Satul Buntești este situat în Dealurile Beiușului, la aproximativ 80 km sud–est de Oradea și 20 km de Beiuș.
Prima atestare documentară a satului Buntești apare în anul 1588 sub numele de Buntafalva.

## Obiective turistice
- Rezervația naturală “Ferice Plai și Hoanca” (0,1 ha).

## Galerie de imagini

Primăria comunei Buntești
Biserica ortodoxă